# Сибилла Нормандская
Сиби́лла Норма́ндская (около 1092, Домфрон — 12 июля 1122 или 13 июля 1122, Кенмор) — королева Шотландии, супруга короля Шотландии Александра I.

## Биография
Сибилла была первым ребёнком короля Англии Генриха I и его любовницы, леди Сибиллы Корбет Алстерской (1077 — после 1157). Её дедом по материнской линии был Роберт Корбет Алстерский, член дома Корбетов. Сибилла родилась около 1092 года в Домфронте, Нормандия.
Около 1107 года Сибилла вышла замуж за Александра I, короля Шотландии. Брак был бездетным. Предположительно свадьба состоялась между 1107 и 1114 годами.
Вильям Мальмсберийский нелестно отзывается о Сибилле, однако существуют свидетельства, что Александр и Сибилла были любящей, но бездетной парой, а Сибилла была очень благочестивой. Сибилла умерла в Кенморе на Лох-Тее в июле 1122 года и была похоронена в Данфермлинском аббатстве. Александр не женился повторно, по словам хрониста Уолтера Боуэра, он планировал основать в её честь августинский приорат в Кенморе, и, возможно, предпринимал шаги, чтобы её канонизировать.